# Volmari Iso-Hollo
Volmari Fritijof Iso-Hollo (Ylöjärvi, 5 de janeiro de 1907 – Heinola, 23 de junho de 1969) foi um atleta da Finlândia, bicampeão olímpico dos 3000 metros com obstáculos, prova tradicional do atletismo nos Jogos Olímpicos.
É um dos mais jovens integrantes do grupo conhecido como "Finlandeses Voadores", que dominou as corridas de média e longa distância entre as duas guerras mundiais.
Desde menino Volmari foi um atleta multi-talentoso e versátil, disputando competições de alto nível em esportes diferentes como esqui, boxe e ginástica e correndo distâncias variadas no atletismo entre os 400 m e a maratona.
Especializando-se nos 3.000 com obstáculos, ele participou dos Jogos Olímpicos de Los Angeles de 1932 e conquistou a medalha de ouro na prova, mas teve a chance de conseguir o recorde mundial destruída, quando, por um erro do fiscal responsável pela contagem oficial das voltas, os competidores tiveram que dar mais uma volta na pista até a linha de chegada, correndo na verdade 3460 m. Em Los Angeles, Iso-Hollo também conquistaria a medalha de prata nos 10000 metros.
Em 1933 ele conseguiu o recorde com a marca de 9m09s4 e chegou aos Jogos Olímpicos de Berlim em 1936 como franco favorito para reprisar a medalha de ouro. Na prova, Volmari teve a oportunidade que lhe foi negada quatro anos antes devolvida e ganhou novamente o ouro quebrando o seu próprio recorde mundial com a nova marca de 9m03s8. Dois dias depois disputou os 10000 m e conquistou mais uma medalha de bronze.
Após as Olimpíadas, Iso-Hollo começou a ter sérios problemas de reumatismo ainda com menos de quarenta anos, mas continuou a competir até 1945, quando encerrou a carreira. Morreu em seu país natal em 1969 aos 62 anos de idade.